# Batocera lethuauti
Batocera lethuauti är en skalbaggsart som beskrevs av Schmitt och Le Thuaut 2000. Batocera lethuauti ingår i släktet Batocera och familjen långhorningar. Inga underarter finns listade.